# 1899 na Venezuela
Esta é uma cronologia dos principais fatos ocorridos no ano de 1899 na Venezuela.

## Arte
- Retrato de Luisa Cáceres de Arismendi, de Emilio Mauri.
- Paisaje, de Pedro Zerpa.

## Personalidades

### Nascimentos
- 20 de janeiro – Armando Molero (m. 1971) — cantor de música tradicional.
- 8 de junho – Medarda de Jesús León Uzcátegui (m. 2002), recordista do Guinness como professora que mais deu aulas no mundo, entre 1911 e 1998.[1]
- 29 de julho – Pedro Gutiérrez Alfaro (m. 1960), médico e político.
- 17 de agosto – Ramón Ocando Pérez (m. 1995), fundador do Movimento Escotismo na Venezuela.
- 21 de agosto – Carlos Rodríguez Jiménez (m. 1995), diplomata.

### Mortes

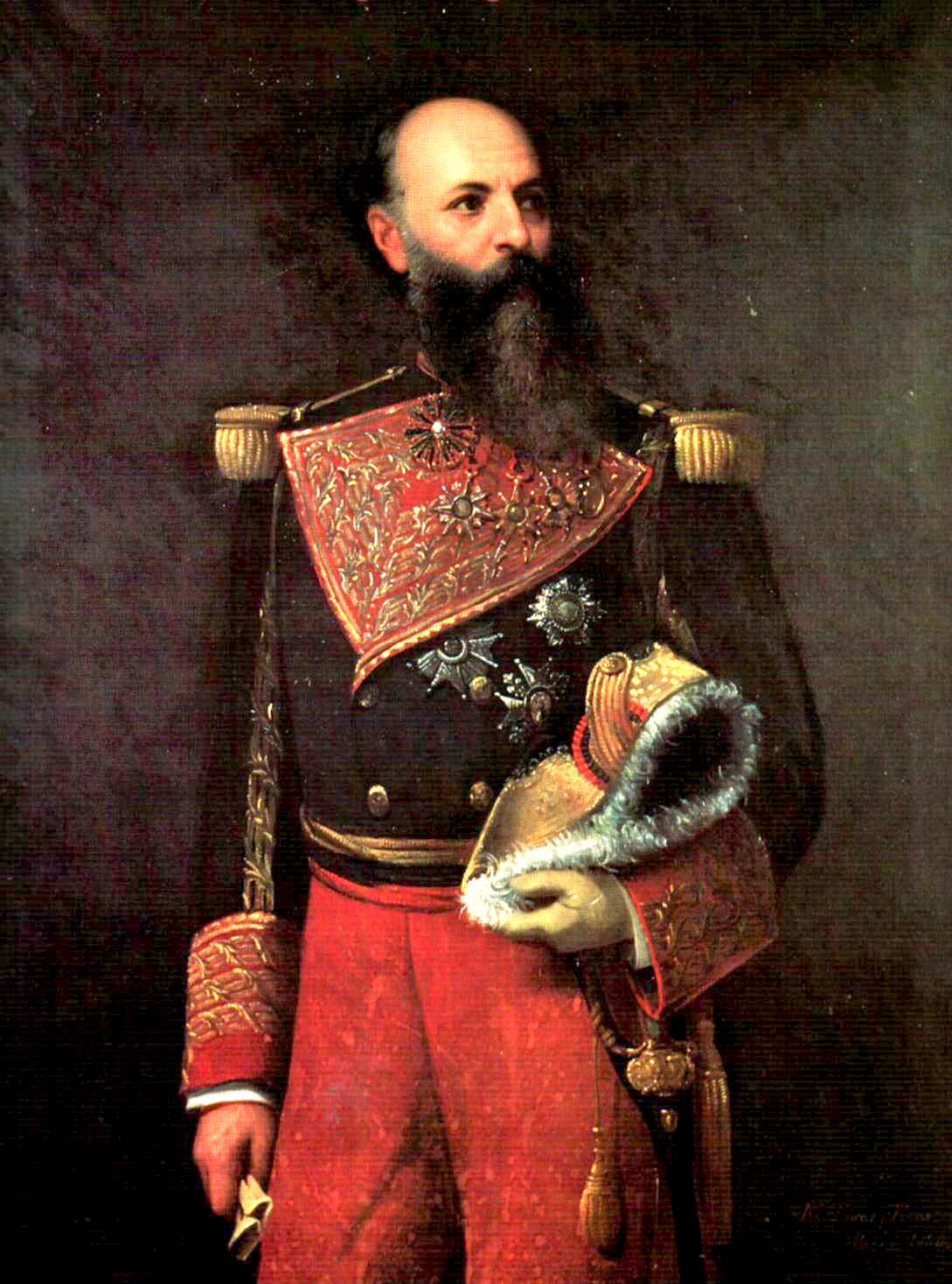
Antonio Guzmán Blanco

- 28 de julho – Antonio Guzmán Blanco (n. 1829), estadista-militar, caudilhismo, diplomata, advogado e político, o décimo oitavo presidente da Venezuela.
- 12 de agosto – Adolfo Ernst (n. 1832), naturalista, botânico e zoólogo.